# Natation aux Jeux méditerranéens de 1955
Navigation
Édition précédente Édition suivante
Huit épreuves de natation sportive sont disputées dans le cadre des Jeux méditerranéens 1955 organisés à Barcelone en Espagne. Les courses, qui se tiennent à la Piscine municipale de Montjuc (Piscina Municipal de Montjuïc), sont toutes dominées par les nageurs français. Deux de ses représentants, Jean Boiteux et Aldo Eminente, enlèvent trois médailles d'or.

## Tableau des médailles
| Rang  | Nation  | Or | Argent | Bronze | Total |
| ----- | ------- | -- | ------ | ------ | ----- |
| 1     | France  | 8  | 2      | 2      | 13    |
| 2     | Italie  | 0  | 3      | 3      | 6     |
| 3     | Espagne | 0  | 2      | 3      | 5     |
| 4     | Égypte  | 0  | 1      | 0      | 1     |
| Total | Total   | 8  | 8      | 8      | 24    |

## Résultats
| Épreuves                      | Or                                                                              | Argent                                                                           | Bronze                                                                               |
| ----------------------------- | ------------------------------------------------------------------------------- | -------------------------------------------------------------------------------- | ------------------------------------------------------------------------------------ |
| 100 m nage libre              | Aldo Eminente France 59 s 7                                                     | Abdel Aziz El Sahafie Égypte 1 min 0 s 2                                         | Alfonso Buonocore Italie 1 min 0 s 4                                                 |
| 400 m nage libre              | Jean Boiteux France 4 min 42 s 2                                                | Angelo Romani Italie 4 min 42 s 4                                                | Guy Montserret France 4 min 49 s 5                                                   |
| 1 500 m nage libre            | Jean Boiteux France 19 min 14 s 1                                               | Jacques Collignon France 19 min 31 s 4                                           | Guy Montserret France 19 min 40 s                                                    |
| 100 m dos                     | Gilbert Bozon France 1 min 6 s 2                                                | Gérard Coignot France 1 min 9 s 5                                                | Egidio Massaria Italie 1 min 10 s 6                                                  |
| 200 m brasse                  | Hugues Broussard France 2 min 47 s 8                                            | Jesús Domínguez Espagne 2 min 52 s 2                                             | Roberto Lazzari Italie 2 min 52 s 3                                                  |
| 200 m papillon                | Maurice Lusien France 2 min 41 s 7                                              | Roberto Lazzari Espagne 2 min 44 s 3                                             | Eduardo Ley Espagne 2 min 44 s 9                                                     |
| Relais 4 × 200 m nage libre   | France Guy Montserret Aldo Eminente Alex Jany Jean Boiteux 9 min 3 s 8          | Italie Egidio Massaria Guido Elmi Gianni Paliaga Angelo Romani 9 min 13 s 3      | Espagne Manuel Guerra Agustín Gumbau Roberto Alberiche Enrique Granados 9 min 19 s 4 |
| Relais 4 × 100 m quatre nages | France Gilbert Bozon Hugues Broussard Maurice Lusien Aldo Eminente 4 min 35 s 8 | Italie Egidio Massaria Roberto Lazzari Eugenio Gaglia Angelo Romani 4 min 43 s 4 | Espagne González Jesús Dominguez Eduardo Ley Roberto Alberiche 4 min 47 s 0          |

## Sources
- François Oppenheim, Des nageurs et des records, histoire des courses de natation, Paris, La Table ronde, 1961, pp. 287-289.
- (en) Gbrathletics.com